# Правова система Ізраїлю
Правова система Ізраїлю — це правова система держави Ізраїль, яка об'єднала риси загального та континентального права та характерні особливості національного права.
Держава Ізраїль має змішану правову систему, в якій поєднуються риси романо-германського (континентального) і англосаксонського права. Крім того, паралельно з нею у країні діють відразу дві системи релігійного права — єврейська і мусульманська, застосовувані до представників відповідних конфесій.

## Історія
Змішаний характер ізраїльського права породжений самою історією утворення держави Ізраїль. Оскільки територія сучасного єврейської держави до 1918 р. належала Туреччині, місцеве право спочатку формувалося на підставі правових джерел Османської імперії. Основу османського права, що діяло у Палестині, становили джерела різного походження.
Право власності було викладено в кодексі «Маджалла». Він становив собою зібрання норм ісламського права ханіфітської школи, підготовлене турецькою владою в 1869—1876 рр. В області сімейно-шлюбних відносин і спадкування діяло не кодифіковане ісламське право, а сфера торгівлі регулювалася законами, які турецькі султани дослівно переписали з французьких джерел.
Після того як Велика Британія в 1922 р. отримала мандат Ліги Націй на управління Палестиною, був прийнятий Декрет (British Palestine Order of Aug. 10. 1922), згідно ст.46 якого всім судам підмандатної території наказувалося застосовувати в повному обсязі законодавство Османської імперії, що діяло на 1 лютого 1914 р., турецькі закони, видані пізніше, а також всі юридичні акти, прийняті владою підмандатної території. Далі, відповідно до звичайної практики британської колоніальної адміністрації Декрет уповноважував суди в усіх випадках, коли в застосовуваному законі відсутні необхідні норми, діяти на підставі загального права і права справедливості. За той період, коли Палестина була англійською підмандатної територією (1922—1948), англійське загальне право в значній мірі витіснило франко — османське. Започаткували масове переселення до Палестини євреїв принесло сюди також єврейське релігійне право.
Відразу після проголошення Держави Ізраїль (1948 р.) був прийнятий Декрет, залишав у силі існуючі на той момент закони, які не суперечать Декларації незалежності або тим законам, які будуть прийняті Кнесетом. Таким чином, в країні збереглися закони Османської імперії (що мали силу до 1917 р.), багато законів часів мандата, включаючи значну частину британського загального права, елементи єврейського релігійного права і деякі інші.
Нарешті, останній за часом шар ізраїльської правової системи склало законодавство, прийняте починаючи з 1948 р. і отримала розвиток в практиці ізраїльських судів.

## Загальна характеристика
Характерні риси:
- наріжним каменем правової системи є законодавство. В результаті законодавчої або підзаконної правотворчості створюється нормативний правовий акт. Нормативний акт, прийнятий Кнесетом, називається «законом»; нормативний акт, виданий попереднім Кнесету законодавцем — називається «указом»; виданий органом виконавчої влади нормативний акт є «підзаконним актом», який може називатися законами (таканот), правилами або розпорядженнями (цавім). Нормативні правові акти публікуються в урядовому бюлетені «Решумот».
- суди мають повноваження тлумачити нормативні акти. Іноді їх тлумачення приймає екстремальні форми або суперечить ясному і точному мови закону.
- в окремих випадках суд може скасувати закон
- рішення Верховного суду має обов'язкову силу для всіх нижчих судів. Прецедентне рішення окружного суду має рекомендаційний характер для міського суду. Рішення Всеізраїльського суду з трудових конфліктів має обов'язкову силу для регіональних судів з трудових конфліктів.
- порядок судочинства в Ізраїлі заснований на принципі змагальності сторін. При такій системі суддя приймає рішення на підставі доказів, представлених сторонами процесу, але він сам, як правило, не бере активної участі в зборі доказів.
- на відміну від того, що зазвичай прийнято в змагальному судочинстві, в Ізраїлі немає суду присяжних. Замість характерних для змагальної системи вердиктів, винесених судом присяжних, в ізраїльському суді рішення виносять професійні судді, які входять до складу суду. Винятком є представники громадськості, що входять до складу регіональних судів з трудових конфліктів, але і вони є не присяжними, а повноважними суддями.

У правовій системі поєднані елементи двох правових систем і характерні риси свого національного права. Ізраїльська правова система нагадує змішані правові системи Луїзіани, Квебеку та Шотландії, що поєднують елементи загального та континентального права.
Оскільки ізраїльське право зародилося на основі англійського, багато особливостей загального права збереглися в ньому і складають істотну частину правової системи держави.
Загалом, на думку більшості вчених, елементи англійської правової культури домінують в ізраїльській системі права. Манера ведення процесу, способи докази і загальний підхід характеризуються рисами, які властиві загальному праву. Те ж саме можна сказати і про ставлення суддів, вчених-юристів і адвокатів до прецедентів, про роль судів і про їхній внесок у розвиток права.
Разом з тим, вплив британського загального права на розвиток ізраїльського судового правотворчості та законодавства значно зменшилася, і в даний час було б помилкою стверджувати, що Ізраїль належить до сім'ї держав загального права.